# Villasdardo
Villasdardo é um município da Espanha na província de Salamanca, comunidade autónoma de Castela e Leão, de área 21,56 km² com população de 18 habitantes (2004) e densidade populacional de 0,83 hab/km².

## Demografia
| Variação demográfica do município entre 1991 e 2004 | Variação demográfica do município entre 1991 e 2004 | Variação demográfica do município entre 1991 e 2004 | Variação demográfica do município entre 1991 e 2004 |
| --------------------------------------------------- | --------------------------------------------------- | --------------------------------------------------- | --------------------------------------------------- |
| 1991                                                | 1996                                                | 2001                                                | 2004                                                |
| 29                                                  | 26                                                  | 22                                                  | 18                                                  |